# Indanan
Indanan ist eine philippinische Stadtgemeinde in der Provinz Sulu. Sie hat 80.883 Einwohner (Zensus 1. August 2015).

## Baranggays
Indanan ist politisch in 34 Baranggays unterteilt.
| - Adjid - Bangalan - Bato-bato - Buanza - Bud-Taran - Bunut - Jati-Tunggal - Kabbon Maas - Kagay - Kajatian - Kan Islam - Kandang Tukay | - Karawan - Katian - Kuppong - Lambayong - Langpas - Licup - Malimbaya - Manggis - Manilop - Paligue - Panabuan | - Panglima Misuari (Sasak) - Pasil - Poblacion (Indanan) - Sapah Malaum - Sawaki - Sionogan - Tagbak - Timbangan - Tubig Dakulah - Tubig Parang - Tumantangis |